# FLCL
"FLCL" ( japanski "Furi Kuri" ) je japanska anime humoristična ZF serija emitirana 2000. Serija je objavljena isključivo na video tržištu i ima samo 6 epizoda te je stekla kultni status zbog svoje surealne priče.

## Ekipa
Režija: Kazuya Tsurumaki
Glasovi: Jun Mizuki (Naota Nandaba), Mayumi Shintani (Haruko Haruhara), Izumi Kasagi (Mamimi Samejima), Yukari Fukui (Junko Miyaji ) i drugi.

## Radnja
Dječak Naota je pomalo depresivan otkada je njegov brat otišao u SAD. Jednog dana, dok je bio u društvu djevojčice Mamimi, je na Vespi stigla vanzemaljska žena Haruko koja ga je udarila bez ikakavog razloga s gitarom po glavi. Naota je zadobio ogromnu kvrgu koja će se kasnije ispostaviti kao neka vrsta portala kroz prostor koji omogućuje da se objekti iz dalekog svemira mogu izvuči iz njegove glave. Haruko se pak zaposlila kod njegove kuće kao sobarica. Te večeri Naotina kvrga je narasla i iz nje je izašao ogromni robot koji se upleo u bitku s mehaničkom rukom. To je sve u planu Haruko koja se bori protiv tajne organizacije Medical Mechanica kako bi spasila svijet, te ju stoga motre pukovnik Amarao i njegov pomoćnik, poručnik Kitsurubami. Iako se roboti i dalje počinju pojavljivati iz njegove glave, Naota se s vremenom sprijatelji s Haruko...

## Popis epizoda
- 1. Fooly Cooly
- 2. FireStarter
- 3. Marquis de Carabas
- 4. Full Swing
- 5. Brittle Bullet
- 6. FLCLimax

## Zanimljivosti
- Glas od Miyu Miyu je posudio Hideaki Anno, redatelj animea "Shin Seiki Evangelion".
- Vespa koji se može vidjeti u odjavnoj špici pripada redatelju Kazuyuju Tsurumakiju.
- U drugoj epizodi, Naota kaže Haruko da je njegov otac čudan jer je napisao "EVA" knjigu, što je referanca na anime "Shin Seiki Evangelion".

## Kritike
"FLCL" je uglavnom bio hvaljen. Kritičari Kain i Soundchazer na siteu Animeacademy.com, pak, nisu se mogli složiti oko ocjenjivanja "FLCL-a". Kain je hvalio seriju i napisao: "Wow. Da, čuli ste me. Čak i izbirljivi anime ljubitelj poput mene može biti natjeran da bude fasciniran od jednog iznimnog animea. Ovo je jedan od njih...Dakle, što je FLCL? Serija je tako puno skrivenih poruka da je zbilja teško opisati je. Jedna velika tema koju sam ja uhvatio je konflikt u koji upadaju djeca kada odrastaju. Vjerujem da je sve namjerno postavljeno zavaravajuće kako bi svaki gledatelj mogao izvući svoj zaključak. FLCL je sve što je Shin Seiki Evangelion trebao biti. Bravo, Gainax". Soundchazer je pak zaključio: "Na žalost, poput Evangeliona, i ovaj anime sumanuto skače svugdje te se ruga ideji o kohezivnoj priči. To bi funkcioniralo u animeima koji su epizodični po prirodi, no FLCL nije trebao biti jedan od njih. Stoga mi naučimo jako malo o likovima te je na kraju teško za mene brinuti se o njihovim situacijama jer nisam bio emotivno povezan s njima".
Kritičar Eric Gaede na siteu Themanime.org također nije hvalio seriju: "Kao da nesimpatični likovi nisu bili dovoljno loši, tu postoji čak i luda fizika i besmislenost do srži (zašto, o zašto je Gainax toliko opsjednut apokaliptičnim temama i "cool robotima"? Je li to trend?). A pretvoriti japansku punk sapunicu u sentai show na pola puta izgleda...pa...neodlučno! Kojoj vrsti publike je namijenjen ovaj show? Shouju ljubiteljima ili "da, pogledajmo nasilje i robote" ljubiteljima? Odlučite se! I na kraju, roboti koji izlaze iz krvge na nečijoj glavi??? (Jesu li oni ludi? Ili se animatori okreću drogi za inspiraciju?)"

## Vanjske poveznice
- T.H.E.M. recenzija
- Imdb.com
- Animeacademy.com